# San Gregorio Matese
 San Gregorio Matese  község (comune) Olaszország Campania régiójában, Caserta megyében.

## Fekvése
A megye északkeleti részén fekszik, Nápolytól 60  km-re északra, Caserta városától 35 km-re északi irányban. Határai: Bojano, Campochiaro, Castello del Matese, Letino, Piedimonte Matese, Raviscanina, Roccamandolfi, San Massimo, San Polo Matese, Sant’Angelo d’Alife és Valle Agricola.

## Története
Alapítására vonatkozóan nincsenek pontos adatok. Valószínűleg a késő középkorban épült ki, egy korábbi, ókori település helyén. A következő századokban nemesi birtok volt. A 19. században nyerte el önállóságát, amikor a Nápolyi Királyságban felszámolták a feudalizmust. 1803-ig Piedimonte Matese néven volt ismert. Mai elnevezését 1954-ben kapta. 

## Népessége
A népesség számának alakulása:

## Főbb látnivalói
- Santa Maria delle Grazie-templom